# Josip Barković
Josip Barković (Otocsán, 1918. január 16. – Zágráb, 2011. december 11.) horvát író, forgatókönyvíró és rendező volt.

## Élete és pályafutása
Az elemi iskolát és a gimnázium négy osztályát szülővárosában végezte, majd Gospićba és Károlyvárosba (1933–1936) járt tanítóképzőbe, de tanulmányait tuberkulózis miatt megszakította, és szanatóriumokban kezelték Novi Marofban, Topolščicán és Brestovacon. Tanulmányait Belgrádban (1937) és Gospićban folytatta, ahol 1940-ben szerzett diplomát.
Beiratkozott a Zágrábi Egyetem Filozófiai Karára, de a háború miatt nem tudta folytatni tanulmányait. Tanárként dolgozott az Otocsán melletti Prozorban, majd a járási hivatal jegyzőjeként Otocsánban. Az Otocsánban végzett illegális munka miatt az usztasák és a megszálló olaszok letartóztatták. 1943 tavaszán csatlakozott a partizánokhoz, és az Otocsáni Járási Népbizottság (NOO) elnöke lett. Később a Likai NOO Propaganda Osztályán dolgozott, és szerkesztette a „Lički kurir”, „Vijesti”, és a „Putem slobode” című újságokat. 1944-ben beválasztották a Lika Népfront Kerületi Bizottságába. A Horvát Antifasiszta Népi Felszabadítási Tanács (ZAVNOH) Propaganda Osztályán szerkesztette az „Usmene novine” újságot, dolgozott a Vjesnik híradójában és szerkesztette a Split Rádió kulturális rovatát. 
1945-től a Radio Zagreb ismeretterjesztő és kulturális műsorainak szerkesztője. Dolgozott a Naprijed hetilap szerkesztőségében (1945), majd 1946-47-ben ugyanezen újság kulturális rovatának szerkesztője volt. A Horvát-Szovjet Kulturális Együttműködési Társaság titkára, az Izvor (1948/1949) és a Krugovi (1953–1957) folyóirat szerkesztője volt. 1950-ben a Szövetségi Nemzetgyűlés képviselőjévé választották. A Lykos és az Epoha kiadóvállalatok főszerkesztője, a Vjesnik kulturális rovatának főszerkesztője (1955) volt. 
Többször választották a Horvát Írószövetség vezetőségének tagjává, 1951-ben az írószövetség titkára, 1976–1978-ban annak elnöke volt. 1980-tól a Horvát Tudományos és Művészeti Akadémia tagja volt.

## Irodalmi tevékenysége
Az irodalomban 1935-ben az „U spokoju” című versével tette le névjegyét, mely a Mladost című folyóiratban jelent meg. Ezt követően több folyóirat munkatársa volt, valamint néhány kalendáriumban és számos napi- és hetilapban jelentette meg írásait. Verseket, prózát gyerekeknek, novellákat és regényeket írt a népi felszabadító háború és a kortárs élet témáival, különös hangsúlyt fektetve az egyén saját sorsához való viszonyának pszichológiai kidolgozására. Számos ismertető, kritikai és polemikus cikk szerzője, B. Bauerrel együtt ő írta a „Sinji galeb” című film forgatókönyvét. Szerkesztette a „Snovi zemlje” (1957) és a „Milosti ne tražim” (1959) című könyveket. Verseit lefordították macedón, szlovén, cseh, angol, eszperantó, magyar, német, román, szlovák és olasz nyelvre.

## Főbb művei
- Pjesme slobodi. Gospić, 1940
- Iza prve linije. Zagreb, 1945
- Na zagrebačkoj fronti. Split 1945, Zagreb, 1945
- Sinovi slobode. Zagreb, 1948, 1976; Beograd 1950; Sarajevo, 1957
- Iz borbe i izgradnje. Zagreb, 1949
- Narodni heroj Marko Orešković. Zagreb, 1951, 1953
- Tri smrti. Zagreb, 1951
- Dolina djetinjstva, 1, 2. Zagreb, 1954, 1956, 1968; (szerk. Cvjetko Milanja.) Pet stoljeća hrvatske književnosti, 145. Zagreb, 1977
- Na rubu noći. Zagreb, 1954
- Pođimo časak umrijeti. Zagreb, 1958
- Zeleni dječak. Zagreb, 1960 (1980-ig 12 kiadás).
- Alma. Zagreb, 1963
- Hrabra četa pionira Peće. Beograd i Zagreb, 1965
- Sante. Zagreb, 1969
- Četiri slavne godine. Zagreb, 1970
- Tračak. Zagreb, 1973
- Mala Jalta. Zagreb, 1974
- Vinograd. Zagreb, 1977
- Droga na seoski način. Zagreb, 1980

## Díjai
Irodalmi munkásságáért megkapta a Horvát Köztársaság Kormánya Elnökségének díját (1948), valamint a „Vlagyimir Nazor” életműdíjat (1981).

## Fordítás
Ez a szócikk részben vagy egészben  a   Josip Barković című horvát Wikipédia-szócikk ezen változatának fordításán alapul.  Az eredeti cikk szerkesztőit annak laptörténete sorolja fel. Ez a jelzés csupán a megfogalmazás eredetét és a szerzői jogokat jelzi, nem szolgál a cikkben szereplő információk forrásmegjelöléseként.